# Rakovnický kraj

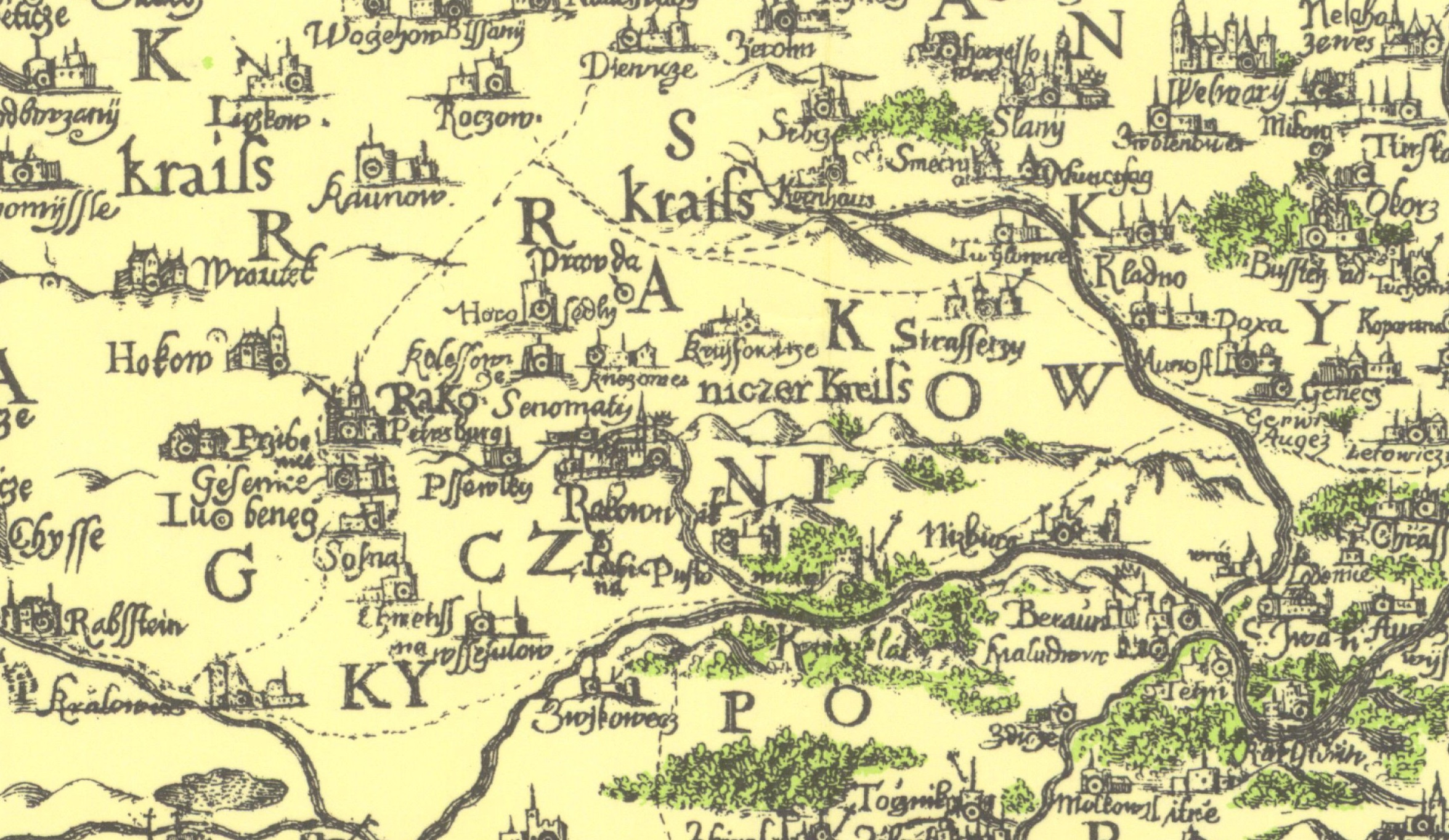
Nejstarší vyobrazení Rakovnického kraje na Aretinově mapě z roku 1619

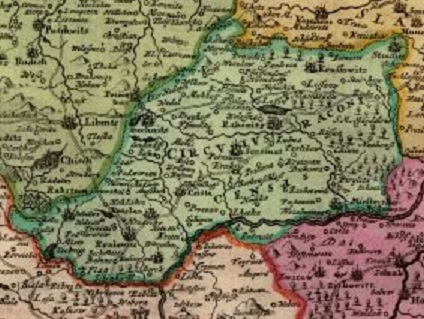
Rakovnický kraj na Vogtově mapě z roku 1712

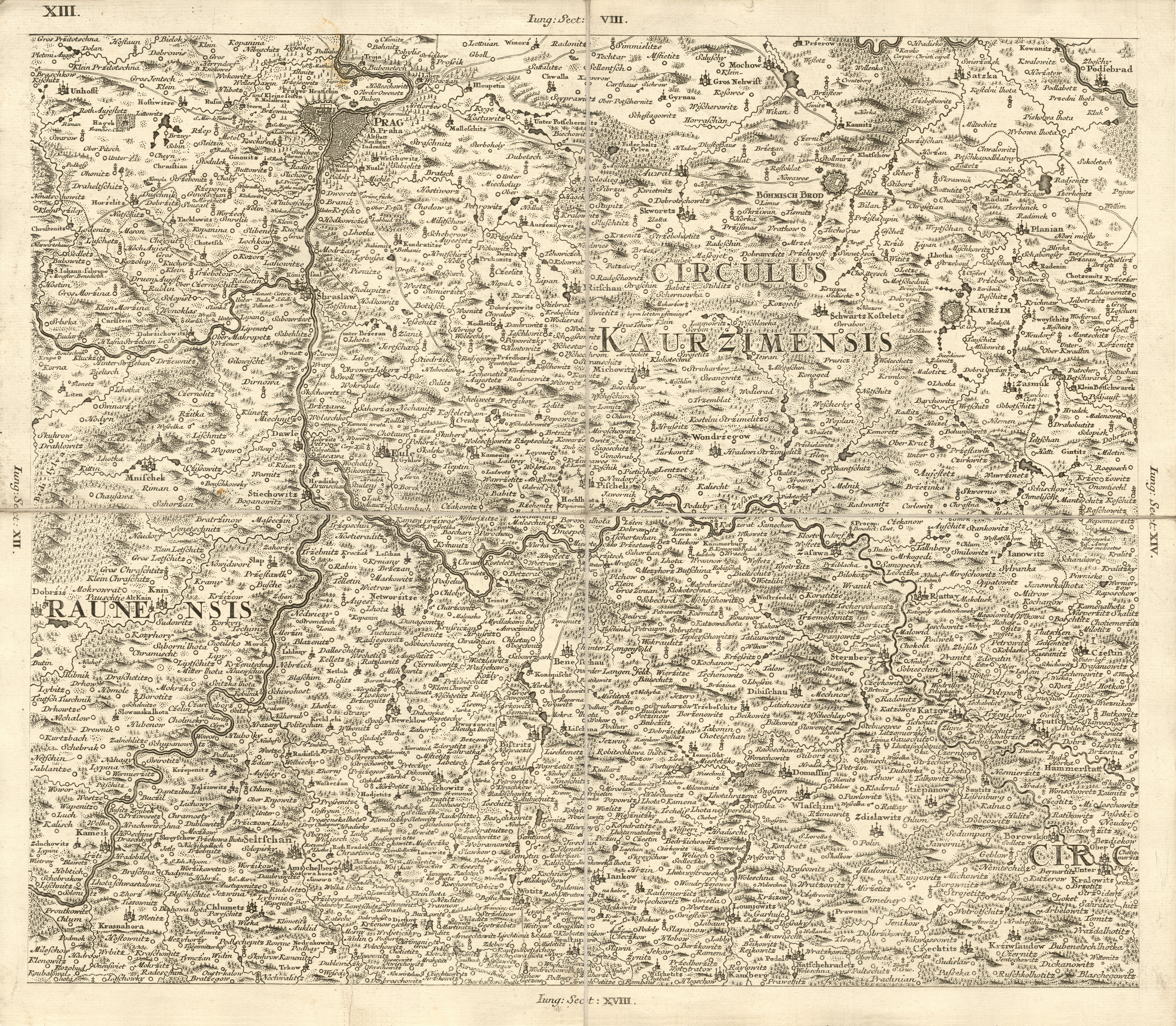
Jihovýchod Rakovnického kraje na Mullerově mapě z roku 1720

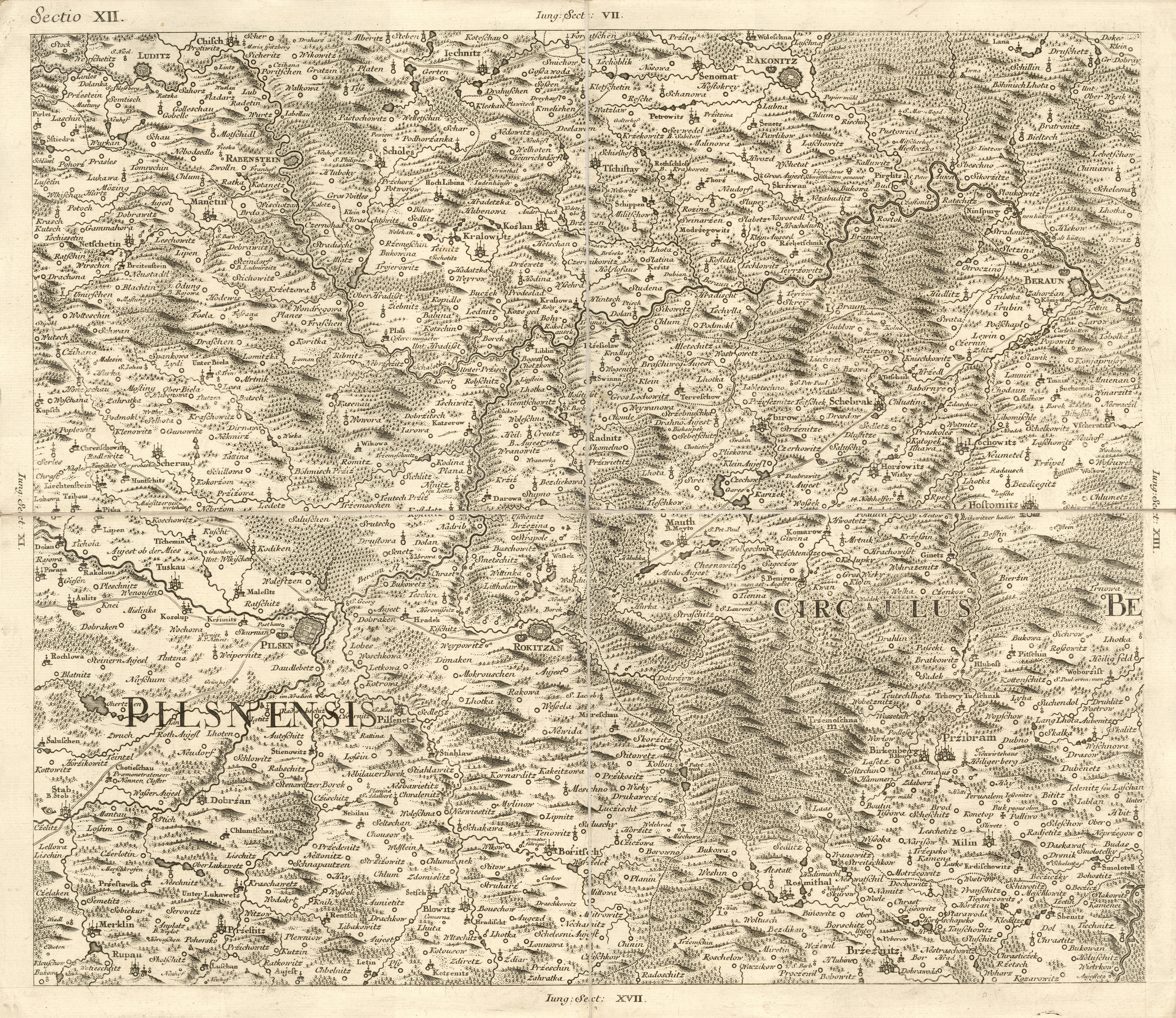
Jihozápad Rakovnického kraje na Mullerově mapě z roku 1720

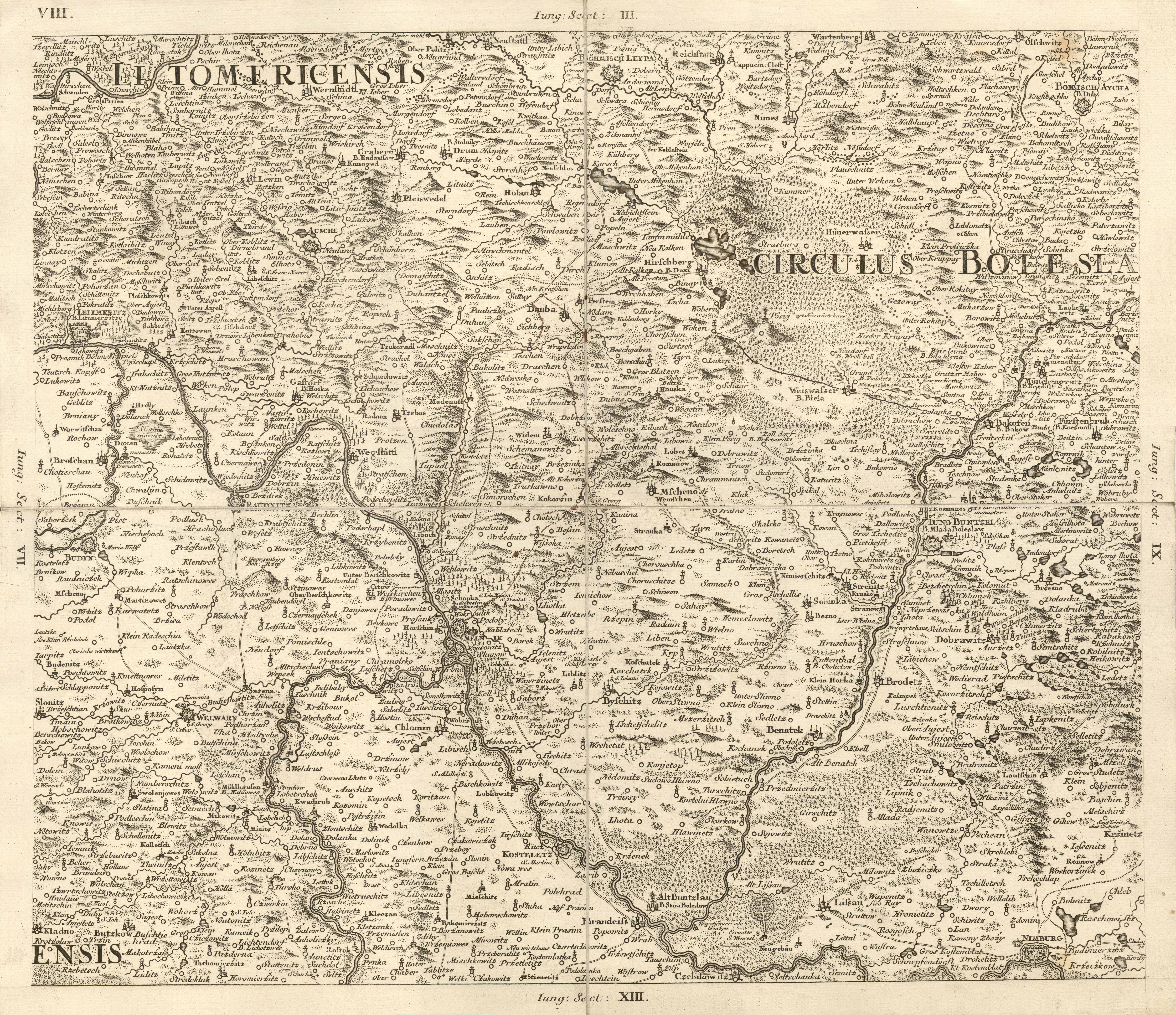
Severovýchod Rakovnického kraje na Mullerově mapě z roku 1720

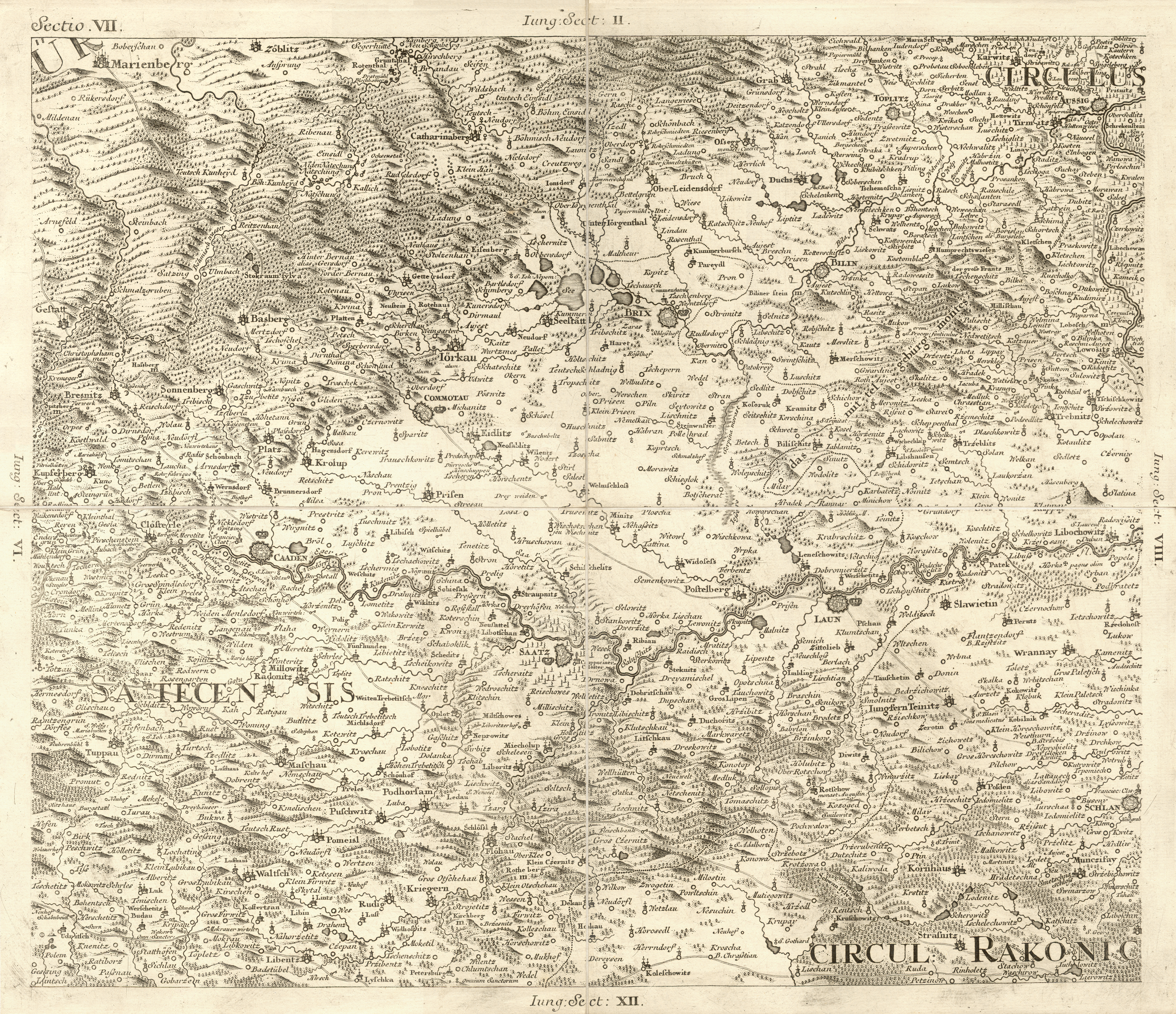
Severozápad Rakovnického kraje na Mullerově mapě z roku 1720

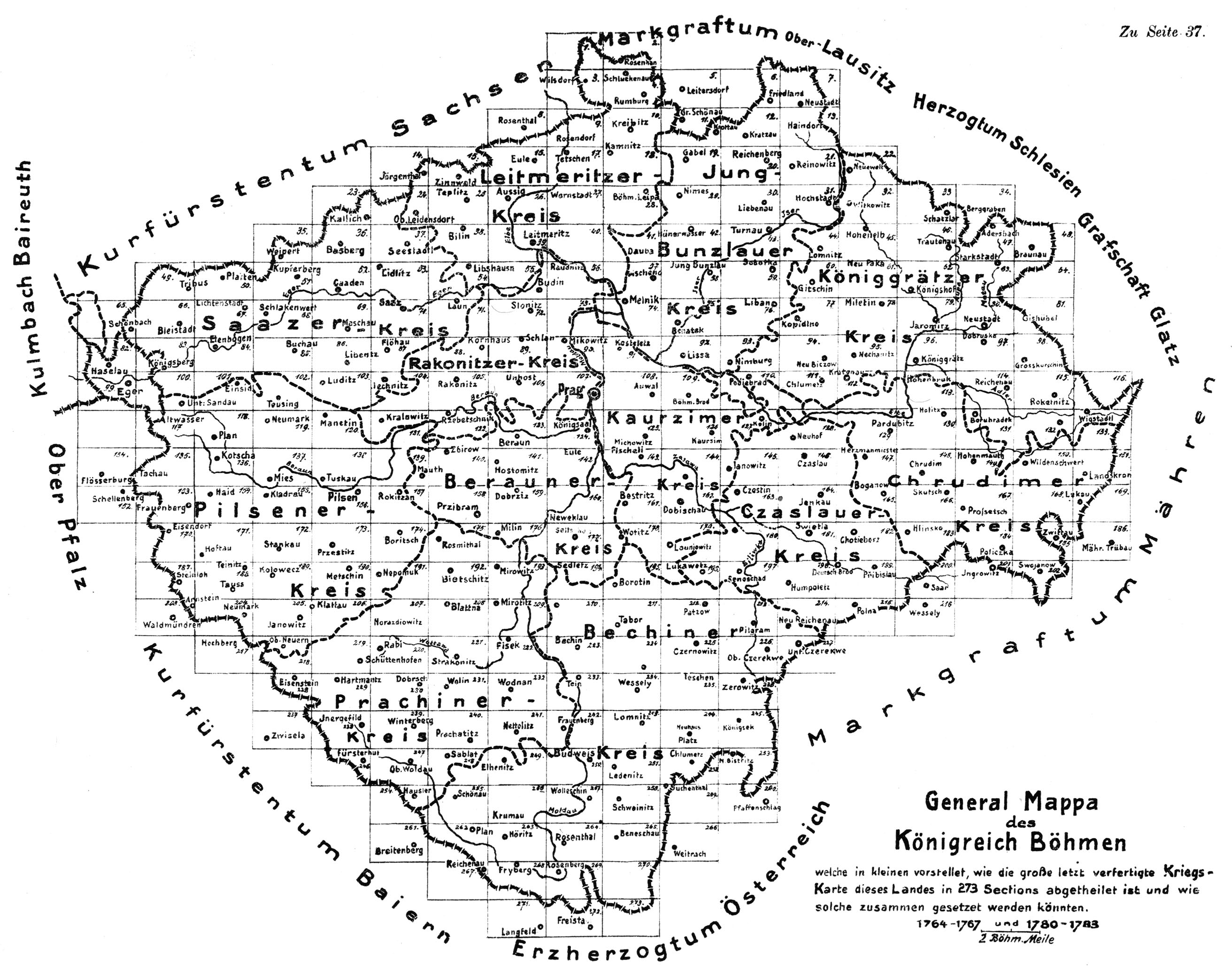
Krajské rozdělení Čech za Josefa II.

Rakovnický kraj byla územní jednotka, jejíž počátky sahají do druhé poloviny 13. století, když bylo původní hradské zřízení nahrazeno zřízením krajským. Nazýval se podle královského krajského města Rakovník, které bylo jeho správním centrem od nepaměti. Zanikl roku 1849.

## Historie
Písemně je Rakovník poprvé připomínán v roce 1252 jako sídlo soudu, když se za Přemysla Otakara II. stal sídlem kraje. Rakovník měl dlouho statut komorního města, které však více než na vůli královské komory bylo závislé na momentálním postavení nedalekého královského hradu Křivoklátu. I po nástupu Habsburků na český trůn Rakovník stál při panovnících tohoto rodu a snažil se tak vyhnout zvůli toho, kdo právě držel Křivoklát. Až Rudolf II. toto ocenil a po staletích marného čekání povýšil Rakovník v roce 1588 na královské město.
Za vlády Jiřího z Poděbrad byl Rakovnický kraj v roce 1458 rozdělen na podíl Rakovnický a Podbrdský. Patřil mezi nejmenší české kraje a měl tehdy velice neurčitou hranici. Na severu ji tvořilo Žbánsko, na západě kolísala mezi Senomaty a Jesenicí, na jihu byla vytyčena řekami Střelou a Mží až po Skryje, kde přesáhla na druhý břeh a táhla se jižním okrajem křivoklátského lesa přes Broumy k Hudlicům. Zde opět kopírovala hranici křivoklátských lesů přes Chyňavu, Běleč, Bratronice, Bezděkov, Lány, Nové Strašecí a Třtici zpět ke Žbánu. V roce 1651 tak východní část kraje tvořilo císařské křivoklátské panství a na západě část panství plaského kláštera.
Reformou v roce 1714 naopak byly Slánský a Rakovnický kraj z důvodu vyrovnání velikosti všech krajů sloučeny do nového Rakovnického kraje, přičemž krajská správa byla v roce 1751 z Rakovníka stejně jako v případě Berouna a Kouřimi přesunuta do Prahy. Až v roce 1787 bylo po delších jednáních za krajské město určeno město Slaný. Ještě při solním sčítání v roce 1702 bylo v Rakovnickém kraji zjištěno jen 14 741 obyvatel nad 10 let (z toho 14 521 křesťanů a 220 židů), což z něj činilo nejméně lidnatý český kraj. Naproti tomu k roku 1847 v nově vymezeném kraji (kromě historického Slánska obsahoval např. i pražská předměstí Bubeneč, Holešovice a Smíchov) žilo už 193 654 obyvatel, převážně české národnosti a vyznáním katolíků.
Z hlediska římskokatolické správy bylo území kraje rozděleno mezi rakovnický, slánský a budyňský vikariát pražské arcidiecéze. Původně převážně zemědělský charakter kraje se začal měnit, když v 19. století došlo díky kladensko-rakovnické kamenouhelné pánvi k mohutnému rozvoji železářství na Kladně, průmysl se ale rozvíjel i v Rakovníku a ve Slaném. V těchto městech byly také jediné dvě vyšší školy kraje, ve Slaném gymnázium a v Rakovníku reálka, a i tento fakt potvrzoval přetrvávající rozdělení kraje na dva historické celky. Rakovnický kraj vydržel až do roku 1849, kdy bylo císařským nařízením č. 268/1849 o nové organizaci soudní, č. 255/1849 o nové organizaci správy a prozatímním zákonem obecním č. 170 ze 17. března 1849 nahrazen správou státní (zeměpanskou). Rakovník se pak stal sídlem politického a soudního okresu.

## Významní hejtmané
- okolo roku 1451 pravděpodobně Jan z Vřesovic[5]
- okolo roku 1502 Jindřich Albrecht z Kolowrat a z Krakovce
- 1537–1547 Jan Krakowský z Kolowrat
- 1562–1571 Kryštof Jindřich Krakowský z Kolowrat
- 1612 – Maxmilián Krakovský z Kolovrat[6]
- 1651 – Jiří Kašpar Hrobčický z Hrobčic[7]
- 1654–1661 Kryštof Jaroslav Krakovský z Kolovrat[8]
- 1661–1671 Albrecht Jindřich Krakovský z Kolovrat a na Libyni[8][9]
- 1681–1695 Vojtěch Ignác Týřovský z Einsidle († 1695)[8]
- okolo roku 1690 Petr Renšpergár z Renšperka[8]
- 1696–1733 Jan Jiří Loubský z Loub[8]
- 1701–1702 Václav Josef Lažanský z Bukové
- 1734 – ? Jan Josef z Klebelsberka[8]
- 1770–1771 Prokop Lažanský z Bukové
- 1781–1782 Filip František Krakovský z Kolovrat
- 1819–1826 Jeroným Lützow
- 1833–1848 Kazimír Fortwangler[4]

## Sídla v kraji roku 1654
Místa v kraji rakovnickém z roku 1654, označená v berní rule tohoto kraje jako města a městečka.

### Města
| jméno města   | stav                                                 | obyvatel roku 1702 | počet budov roku 1830 | obyvatelstvo přítomné roku 1830 | obyvatelstvo domácí roku 1830 |
| ------------- | ---------------------------------------------------- | ------------------ | --------------------- | ------------------------------- | ----------------------------- |
| Rakovník      | královské krajské město                              | 755                | 279                   | 2254                            | 2235                          |
| Kralovice     | poddanské, duchovní město, panství plaského kláštera | 489                | 265                   | 1511                            | 1514                          |
| Nové Strašecí | poddanské, komorní město, panství Křivoklát          | 304                | 238                   | 1395                            | 1444                          |

### Městečka
| jméno městečka | stav                                                        | obyvatel roku 1702 | počet budov roku 1830 | obyvatelstvo přítomné roku 1830 | obyvatelstvo domácí roku 1830 |
| -------------- | ----------------------------------------------------------- | ------------------ | --------------------- | ------------------------------- | ----------------------------- |
| Čistá          | poddanské, duchovní městečko, panství Čistá                 | 646                | 207                   | 1135                            | 1152                          |
| Kožlany        | poddanské, panské městečko, panství Chříč                   | rok 1651=126 obyv. | 210                   | 1307                            | 1296                          |
| Kozojedy       | poddanské, rytířské městečko, panství Krašov                | rok 1651=256 obyv. |                       |                                 |                               |
| Senomaty       | poddanské městečko, vlastnictví královského města Rakovníka | 92                 | 122                   | 773                             | 788                           |

1. 1 2  Roku 1702 jsou uvedeni jen obyvatelé nad 10 let.